# الخادم الأسود: كتاب الأطلنتيك
الخادم الأسود: كتاب الأطلنتيك (劇場版「黒執事 Book of the Atlantic」 Gekijō-ban Kuroshitsuji: Book of the Atlantic) هو سلسلة أنمي فيلم ياباني لسنة 2017، مقتبس من مانغا الخادم الأسود المكتوبة والمصورة من قبل يانا توبوسو. تمّ إنتاج الفيلم من قبل أيه-1 بكتشرز، إخراج نوريوكي ابي وكتابة هيرويوكي يوشينو، وكلّف ميناكو شيبا بتصاميم الشخصيات وتلحين ياسونوري ميتسودا. عرض لأول مرة في اليابان في 21 كانون الثاني / يناير 2017.
تم إصداره أيضًا بعد بضعة أشهر بعد الإصدار الياباني من طرف فنميشن التي أعلنت أنها قد حصلت على ترخيصه وعرضه في مسارح شمال أمريكا

## الأداء الصوتي
| الشخصيات                          | الأداء الصوتي     |
| --------------------------------- | ----------------- |
| سيباستيان ميكايليس                | دايسكي أونو       |
| سييل فانتومهيف                    | مايا ساكاموتو     |
| إيلزيبيث ميدفورد                  | يوكاري تامورا     |
| أندرتراك                          | جونيتشي سوابي     |
| غريل سوتكليف                      | جون فوكوياما      |
| رونالد كنوكس                      | كين               |
| ويليام تي. سبيرس                  | نورياكي سوغياما   |
| سنيك                              | تاكوما تيراشيما   |
| بالدوري                           | هيروكي توتشي      |
| فينيان                            | يوكي كاجي         |
| مي-رين                            | إميري كاتو        |
| تشاليس غري                        | ريوهيه كيمورا     |
| تشارليس فيبس                      | تومواكي ماينو     |
| أليستر شامبر (Viscount of Druitt) | تاتسوهيسا سوزوكي  |
| إدوارد ميدفورد                    | سييتشيرو ياماشيتا |
| ريان ستوكر                        | كايتو إيشيكاوا    |
| فرانسيس ميدفورد                   | أتسكو تاناكا      |
| أليكسيس ليون ميدفورد              | جوجي ناكاتا       |
| لاو                               | كوجي يوسا         |
| مدام ريد                          | رومي باكو         |

## الإنتاج
بدأ إعلان الأنمي أنه مقتبس من المانغا على حساب تويتر بتاريخ 10 أكتوبر 2015، مع نفس طاقم سلسلة التلفاز. وكان في وقت لاحق كشف في  فبراير 2016 أن الفيلم سيكون مقتبس من قصّة أرك Gōka Kyakusen  (مجلدات 11-14) بعنوان الخادم الأسود: كتاب الأطلنتيك، طبعًا من عمل الموظفين الرئيسيين من  سلسلة الأنمي المتلفز الخادم الأسود: كتاب السرك. صدر الفيلم في المسارح اليابانية في 21  يناير 2017. سيد يؤدي في الفيلم أغنية البداية بعنوان «العين الزجاجية» (硝子の瞳 «غاراسو نو هيتومي»).

## وصلات خارجية
- الموقع الرسمي (باليابانية)

- الخادم الأسود: كتاب الأطلنتيك على موقع IMDb (الإنجليزية)
- الخادم الأسود: كتاب الأطلنتيك على موقع بوكس أوفيس موجو (الإنجليزية)
- الخادم الأسود: كتاب الأطلنتيك على موقع قاعدة بيانات الفيلم (الإنجليزية)
- الخادم الأسود: كتاب الأطلنتيك على موقع ليتربوكسد (الإنجليزية)
- الخادم الأسود: كتاب الأطلنتيك على موقع كينوبويسك (الروسية)
- الخادم الأسود: كتاب الأطلنتيك على موقع ANN anime (الإنجليزية)